# إنفانتي دينيس (لورد سيفوينتيس)
دينيس من البرتغال (1397-1354) كان أبن بيدرو الأول من زوجته إينيس دي كاسترو التي توفى بأمر من جده ألفونسو الرابع بحضور وأخوته الأشقاء وأيضا دون علم والده وأيضا هو الشقيق الأضغر لفرناندو الأول ملك البرتغال وجواو من البرتغال دوق فالنسيا دي كامبوس هو شقيقه، الشقيق الأكبر لجواو فارس أفيس الذي أصبح الملك الرسمي للبرتغال بعد أزمة 1383-1385, أعطاها والده ألقاب كثيرة.
دخل في خدمة ملك قشتالة وعند أواخر عام 1372 غزا هنري الثاني ملك قشتالة فيسيو البرتغالية ضمن حروب فرديناند ووقع مع الملك السلام وعاش في قشتالة إلى أن أصبح أحد المرشحين للتاج البرتغال في أيام أزمة الخلافة وكان متعاطفاً مع القشتاليين ضد أخوه الصغير.
وفي أواخر عام 1387 وصل إلى البرتغال وقام أخاه الملك بتكليفه في بعثة إلي إنجلترا ولكن تم اعتقله من السلطات صادرة عن الملك إنجلترا ريتشارد الثاني ملك إنجلترا ابن إدوارد أمير الأسود أمير ويلز ابن ملك إنجلترا إدوارد الثالث ملك إنجلترا أوقفه في جنوب إنكلترا حول حراسة شديدة ولكنه حاول الهرب، وصل عند مصب شيلدت ومنها في محاولة وصول إلى ميديلبورخ ولكنه تعرضت لهجوم من قبل صيادين تم أسره وطالبوا بفدية نقدية باهظة فطالب المساعدة من أخيه الملك جواو الأول ولكنه رفض وطالب بعد ذلك من لويس الثاني كونت فلاندرز ولكنه دفع الفدية أقل مما طالبوا التقه في بروج بموافق من كونت فلاندرز، ومن بعد غصون السنة ولم يسطتع دينيس من البرتغال دفع الفدية لكونت ووقع تحت رحمته ولكن أطلقوا سراحه في نهاية الأمر ذهب عن طريق القوراب إلى نافارا استقبل استقبالا طيبا لغاية ووقع في حب في جوانا أبنة الغير شرعية لهنري الثاني ملك قشتالة.
بعد سبع سنوات من وفاة خوان الأول ملك قشتالة أعلن «ملك البرتغال» من قبل النبلاء في المنفى بمباركة الملكة قشتالة الأرملة بياتريس من البرتغال التي تنازلت عن حقوقها في العرش البرتغالي له وكانوا يخططون في غزو البرتغال ولكن توفى في سلامنكا عام 1397 ودفنت جثته في دير سيدة غوادالوبي.